# Агнесса Клевская
Агнесса Клевская (нем. Agnes, фр. Agnès, исп. Inés; 24 марта 1422, Клеве — 6 апреля 1448, Олите) — королева Наварры, жена Карл IV Наваррского.

## Биография
Агнесса была пятым ребенком (четвертой девочкой) в семье первого герцога Клеве Адольфа I и его второй жены, Марии Бургундской, дочери герцога Бургундии, Жана Бесстрашного. Агнесса был племянницей герцога Бургундии Филиппа III Доброго.
Агнесса была выдана за наследника престола Наварры, Карла Вианского, старшего сын принца Кастилии, Леона и Арагона и будущего короля Наварры, Арагона и Сицилии Хуана II и его первой жены, Бланки Наваррской. 30 сентября 1439 года в Олите состоялась свадьба Агнессы и Карла (1421—1461).
После смерти Бланки Наваррской в 1441 году Карл Вианский стал королём Наварры, но в действительности никогда не царствовал: мать в завещании указала, что Карл не имеет права именоваться королём без согласия своего отца, и, сославшись на это, Хуан II узурпировал власть в Наварре. При этом он сам делами Наварры не занимался, объявив Карла своим наместником.
В 1447 году Хуан II женился на Хуане Энрикес, которая стала подговаривать мужа взять власть в Наварре в свои руки и отправить Карла в изгнание. Вскоре в Наварре началась гражданская война, но Агнесса её уже не увидела: она умерла молодой, в 1448 году, не дав мужу наследника. Сам Карл скончался в 1461 году.